# Pakhawaj

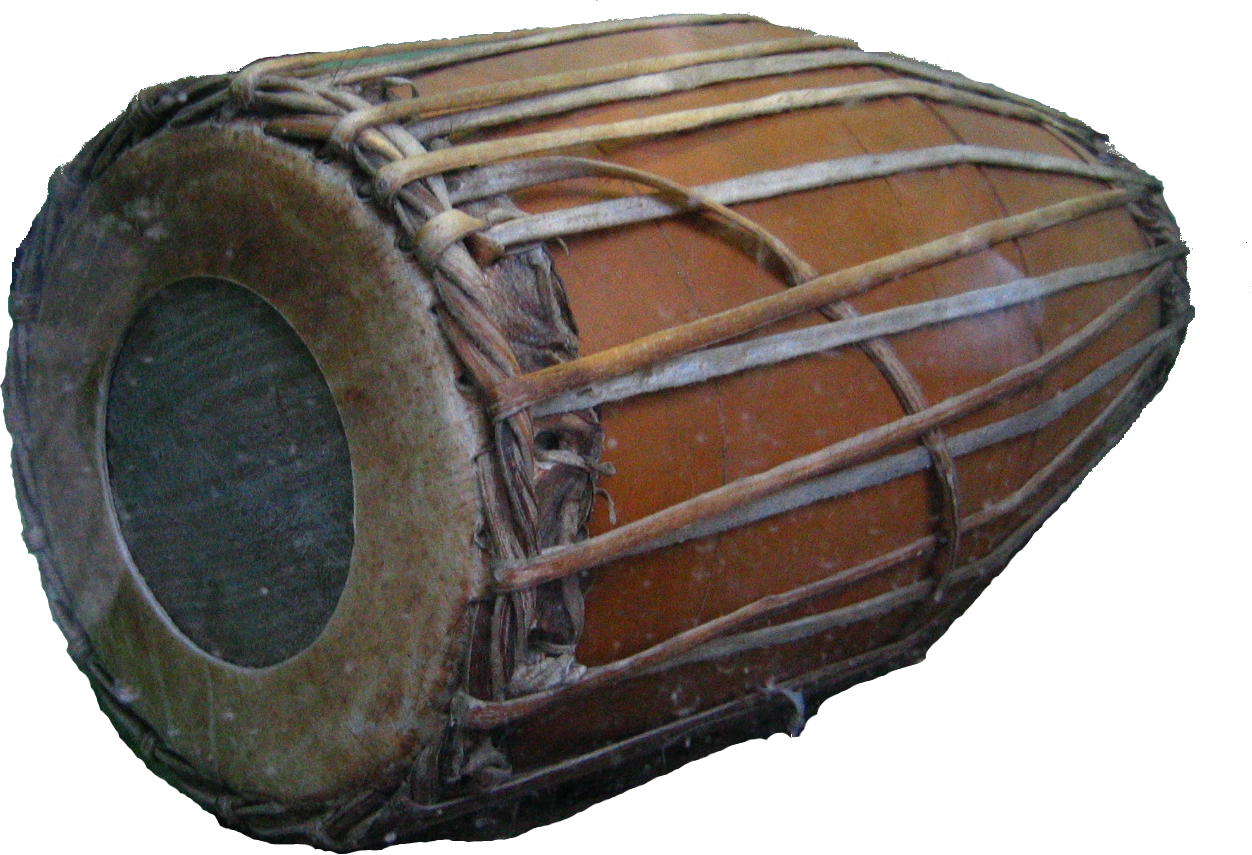
Mridang

Pakhawaj (eller annat namn mridang), är ett indiskt musikinstrument, en mellanstor avlång trumma med skinnmembraner av olika diameter i båda ändarna. Trumman används i dhrupadmusiken inom den nordindiska musiken (hidunstan) och i kirtanmusiken i den sydindiska musiktraditionen. Trumman bärs i ett rem över axeln, med den mindre membranen uppåt åt vänster. Man spelar med fingrarna på båda membranerna.  Bildligt sagt, om man delar upp en pakhaway får man ett set tablatrummor.